# Georgi Părvanov
Georgi Sedeftjov Părvanov (bulgarsk: Георги Седефчов Първанов, født 28. juni 1957) var præsident af Bulgarien fra 2002 til 2012. Părvanov blev præsident efter at have slået sin forgænger, Petar Stojanov, i anden runde ved præsidentvalget i 2001.
Ved præsidentvalget i 2006 d. 22. oktober vandt han første runde (med ca. 65% af stemmerne ifølge exit polls), men grundet den lave valgdeltagelse, skulle valget ud i en anden runde, hvor han stillede op mod kandidaten med næstflest stemmer i første runde, Volen Siderov med omkring 20% af stemmerne. Anden runde skete d. 29. oktober og gav Părvanov ca. 73,5 % af stemmerne og dermed blev han den første præsident der er blevet genvalgt siden kommunismens fald. Mandag d. 30 oktober bekræfter valgkommisionen Părvanovs genvalg.